# Coupe du monde de snowboard 2024-2025
Navigation
Édition précédente Édition suivante
La Coupe du monde de snowboard 2024-2025 est la 31e saison de la Coupe du monde de snowboard organisée par la Fédération internationale de ski et de snowboard. Elle débute le 2 septembre 2024 à Cardrona en Nouvelle-Zélande et se termine le 6 avril 2025 au Val Saint-Côme au Canada.
La FIS décerne trois gros globes de cristal individuels pour récompenser les vainqueurs des spécialités :
- la coupe du monde de Snowboard Alpin, dit aussi parallèle (PAR) ;
- la coupe du monde de Snowboard Cross (SBX) ;
- la coupe du monde de Snowboard Freestyle (Park & Pipe).

Un petit globe de cristal est attribué aux vainqueurs des disciplines suivantes : 
- slalom parallèle (PSL) et slalom géant parallèle (PGS) ;
- big air (BA), halfpipe (HP) et slopestyle (SS).

En raison de l'Invasion de l'Ukraine par la Russie en 2022, les athlètes russes et biélorusses sont de nouveaux interdits de compétition pour toute la saison .

## Tableau d'honneur
| Discipline        | Discipline             | Homme              | Femme                |
| ----------------- | ---------------------- | ------------------ | -------------------- |
| Alpin             | Général                | Maurizio Bormolini | Tsubaki Miki         |
| Alpin             | Slalom géant parallèle | Maurizio Bormolini | Tsubaki Miki         |
| Alpin             | Slalom parallèle       | Arvid Auner        | Tsubaki Miki         |
| Alpin             | Par équipes            | Allemagne          | Allemagne            |
| Cross             | Cross                  | Éliot Grondin      | Léa Casta            |
| Park & Pipe       | Général                | Taiga Hasegawa     | Mia Brookes          |
| Park & Pipe       | Big Air                | Taiga Hasegawa     | Mia Brookes          |
| Park & Pipe       | Half-pipe              | Ruka Hirano        | Maddie Mastro        |
| Park & Pipe       | Slopestyle             | Cameron Spalding   | Zoi Sadowski-Synnott |
| Coupe des nations |                        |                    |                      |

| Rang | Nation | Points |
| ---- | ------ | ------ |
|      |        |        |
| 2    |        |        |
| 3    |        |        |
| 4    |        |        |
| 5    |        |        |

## Snowboard Alpin

### Programme
- 17 épreuves individuelles de Snowboard Alpin (11 en slalom géant parallèle et 6 en slalom parallèle) et 2 épreuves par équipe mixte dans 12 stations.

### Classements

#### Général
| Rang | Nom                | Points | Victoire(s) | Podium(s) |
| ---- | ------------------ | ------ | ----------- | --------- |
|      | Maurizio Bormolini | 910    | 3           | 8         |
| 2    | Andreas Prommegger | 731    | 2           | 5         |
| 3    | Daniele Bagozza    | 594    | 2           | 2         |
| 4    | Gabriel Messner    | 591    |             | 4         |
| 5    | Benjamin Karl      | 565    |             | 4         |

| Rang | Nom                  | Points | Victoire(s) | Podium(s) |
| ---- | -------------------- | ------ | ----------- | --------- |
|      | Tsubaki Miki         | 1209   | 4           | 13        |
| 2    | Ramona T. Hofmeister | 1034   | 6           | 8         |
| 3    | Sabine Schöffmann    | 914    | 3           | 6         |
| 4    | Julie Zogg           | 693    |             | 4         |
| 5    | Michelle Dekker      | 681    |             | 4         |

| Rang | Nation | Points |
| ---- | ------ | ------ |
|      |        |        |
| 2    |        |        |
| 3    |        |        |
| 4    |        |        |
| 5    |        |        |

#### Slalom parallèle
| Rang | Nom                | Points | Victoire(s) | Podium(s) |
| ---- | ------------------ | ------ | ----------- | --------- |
|      | Arvid Auner        | 299    | 1           | 2         |
| 2    | Gabriel Messner    | 252    |             | 2         |
| 3    | Daniele Bagozza    | 237    | 1           | 1         |
| 4    | Andreas Prommegger | 236    |             | 2         |
| 5    | Maurizio Bormolini | 218    | 1           | 2         |

| Rang | Nom                  | Points | Victoire(s) | Podium(s) |
| ---- | -------------------- | ------ | ----------- | --------- |
|      | Tsubaki Miki         | 405    | 2           | 4         |
| 2    | Sabine Schöffmann    | 326    | 2           | 2         |
| 3    | Ramona T. Hofmeister | 281    | 1           | 2         |
| 4    | Claudia Riegler      | 229    |             | 1         |
| 5    | Michelle Dekker      | 229    |             | 1         |

#### Slalom géant parallèle
| Rang | Nom                | Points | Victoire(s) | Podium(s) |
| ---- | ------------------ | ------ | ----------- | --------- |
|      | Maurizio Bormolini | 692    | 2           | 5         |
| 2    | Andreas Prommegger | 495    | 2           | 3         |
| 3    | Radoslav Yankov    | 455    | 1           | 3         |
| 4    | Edwin Coratti      | 416    | 1           | 1         |
| 5    | Elias Huber        | 410    | 1           | 2         |

| Rang | Nom                  | Points | Victoire(s) | Podium(s) |
| ---- | -------------------- | ------ | ----------- | --------- |
|      | Tsubaki Miki         | 804    | 2           | 9         |
| 2    | Ramona T. Hofmeister | 773    | 5           | 6         |
| 3    | Sabine Schöffmann    | 588    | 1           | 4         |
| 4    | Aleksandra Król      | 561    | 1           | 5         |
| 5    | Julie Zogg           | 486    |             | 2         |

### Calendrier et podiums

#### Hommes
| N°                                                                    | Date              | Lieu              | Type | Vainqueur          | Deuxième            | Troisième          |
| --------------------------------------------------------------------- | ----------------- | ----------------- | ---- | ------------------ | ------------------- | ------------------ |
| 1                                                                     | 30 novembre 2024  | Mylin             | PGS  | Edwin Coratti (it) | Kim Sang-kyum (en)  | Lee Sang-ho        |
| 2                                                                     | 1er décembre 2024 | Mylin             | PSL  | Maurizio Bormolini | Benjamin Karl       | Gabriel Messner    |
| 3                                                                     | 7 décembre 2024   | Yanqing           | PGS  | Tim Mastnak        | Maurizio Bormolini  | Mirko Felicetti    |
| 4                                                                     | 8 décembre 2024   | Yanqing           | PSL  | Daniele Bagozza    | Gabriel Messner     | Andreas Prommegger |
| 5                                                                     | 12 décembre 2024  | Carezza           | PGS  | Radoslav Yankov    | Tim Mastnak         | Benjamin Karl      |
| 6                                                                     | 14 décembre 2024  | Cortina d'Ampezzo | PGS  | Daniele Bagozza    | Aaron March         | Alexander Payer    |
| 7                                                                     | 21 décembre 2024  | Davos             | PSL  | Arvid Auner        | Dario Caviezel      | Fabian Obmann      |
| 8                                                                     | 11 janvier 2025   | Scuol             | PGS  | Maurizio Bormolini | Dominik Burgstaller | Alexander Payer    |
| 9                                                                     | 14 janvier 2025   | Bad Gastein       | PSL  | Aaron March        | Andreas Prommegger  | Cody Winters       |
| 10                                                                    | 18 janvier 2025   | Bansko            | PGS  | Andreas Prommegger | Benjamin Karl       | Gabriel Messner    |
| 11                                                                    | 19 janvier 2025   | Bansko            | PGS  | Dario Caviezel     | Gabriel Messner     | Radoslav Yankov    |
| 12                                                                    | 25 janvier 2025   | Rogla             | PGS  | Maurizio Bormolini | Elias Huber         | Aaron March        |
| 13                                                                    | 15 février 2025   | Val Saint-Côme    | PGS  | Žan Košir          | Benjamin Karl       | Radoslav Yankov    |
| 14                                                                    | 16 février 2025   | Val Saint-Côme    | PGS  | Elias Huber        | Roland Fischnaller  | Maurizio Bormolini |
| 15                                                                    | 1er mars 2025     | Krynica-Zdrój     | PGS  | Roland Fischnaller | Lee Sang-ho         | Maurizio Bormolini |
| 16                                                                    | 2 mars 2025       | Krynica-Zdrój     | PGS  | Andreas Prommegger | Maurizio Bormolini  | Kim Sang-kyum (en) |
| 17                                                                    | 15 mars 2025      | Winterberg        | PSL  | Matthäus Pink      | Arvid Auner         | Maurizio Bormolini |
| Engadine - Championnats du monde de snowboard 2025 (du 17 au 30 mars) |                   |                   |      |                    |                     |                    |

#### Femmes
| N°                                                                    | Date              | Lieu              | Type  | Vainqueur            | Deuxième             | Troisième            |
| --------------------------------------------------------------------- | ----------------- | ----------------- | ----- | -------------------- | -------------------- | -------------------- |
| 1                                                                     | 30 novembre 2024  | Mylin             | PGS   | Ester Ledecká        | Aleksandra Król      | Tsubaki Miki         |
| 2                                                                     | 1er décembre 2024 | Mylin             | PSL   | Sabine Schöffmann    | Tsubaki Miki         | Julie Zogg           |
| 3                                                                     | 7 décembre 2024   | Yanqing           | PGS   | Lucia Dalmasso       | Sabine Schöffmann    | Tsubaki Miki         |
| 4                                                                     | 8 décembre 2024   | Yanqing           | PSL   | Tsubaki Miki         | Claudia Riegler      | Julie Zogg           |
| 5                                                                     | 12 décembre 2024  | Carezza           | PGS   | Jasmin Coratti       | Aleksandra Król      | Tsubaki Miki         |
| 6                                                                     | 14 décembre 2024  | Cortina d'Ampezzo | PGS   | Sabine Schöffmann    | Aleksandra Król      | Jasmin Coratti       |
| 7                                                                     | 21 décembre 2024  | Davos             | PSL   | Tsubaki Miki         | Michelle Dekker      | Flurina Neva Bätschi |
| 8                                                                     | 11 janvier 2025   | Scuol             | PGS   | Aleksandra Król      | Tsubaki Miki         | Tomoka Takeuchi      |
| 9                                                                     | 14 janvier 2025   | Bad Gastein       | PSL   | Ramona T. Hofmeister | Tsubaki Miki         | Elisa Caffont        |
| 10                                                                    | 18 janvier 2025   | Bansko            | PGS   | Ramona T. Hofmeister | Tsubaki Miki         | Aleksandra Król      |
| 11                                                                    | 19 janvier 2025   | Bansko            | PGS   | Ramona T. Hofmeister | Tsubaki Miki         | Michelle Dekker      |
| 12                                                                    | 25 janvier 2025   | Rogla             | PGS < | Tsubaki Miki         | Sabine Schöffmann    | Elisa Caffont        |
| 13                                                                    | 15 février 2025   | Val Saint-Côme    | PGS   | Ramona T. Hofmeister | Sabine Schöffmann    | Michelle Dekker      |
| 14                                                                    | 16 février 2025   | Val Saint-Côme    | PGS   | Ramona T. Hofmeister | Julie Zogg           | Tsubaki Miki         |
| 15                                                                    | 1er mars 2025     | Krynica-Zdrój     | PGS   | Ramona T. Hofmeister | Michelle Dekker      | Julie Zogg           |
| 16                                                                    | 2 mars 2025       | Krynica-Zdrój     | PGS   | Tsubaki Miki         | Malena Zamfirova     | Ramona T. Hofmeister |
| 17                                                                    | 15 mars 2025      | Winterberg        | PSL   | Sabine Schöffmann    | Ramona T. Hofmeister | Zuzana Maderová      |
| Engadine - Championnats du monde de snowboard 2025 (du 17 au 30 mars) |                   |                   |       |                      |                      |                      |

#### Mixte par équipe
| N°                                                                    | Date            | Lieu        | Type | Vainqueur                                              | Deuxième                                                     | Troisième                                       |
| --------------------------------------------------------------------- | --------------- | ----------- | ---- | ------------------------------------------------------ | ------------------------------------------------------------ | ----------------------------------------------- |
| 1                                                                     | 15 janvier 2025 | Bad Gastein | PSL  | Autriche I - Andreas Prommegger - Sabine Schöffmann    | Allemagne I - Stefan Baumeister - Ramona Theresia Hofmeister | Suisse I - Gian Casanova - Flurina Neva Bätschi |
| 2                                                                     | 16 mars 2025    | Winterberg  | PSL  | Allemagne I - Elias Huber - Ramona Theresia Hofmeister | Allemagne II - Stefan Baumeister - Cheyenne Loch             | Italie I - Maurizio Bormolini - Elisa Caffont   |
| Engadine - Championnats du monde de snowboard 2025 (du 17 au 30 mars) |                 |             |      |                                                        |                                                              |                                                 |

## Snowboard Cross

### Programme
- 9 épreuves individuelles de Snowboard Cross et 3 épreuve par équipe mixte dans 7 stations.

### Classements
| Rang | Nom           | Points | Victoire(s) | Podium(s) |
| ---- | ------------- | ------ | ----------- | --------- |
|      | Éliot Grondin | 464    |             |           |
| 2    | Jakob Dusek   | 319    |             |           |
| 3    | Leon Ulbricht | 271    |             |           |
| 4    | Julien Thomas | 266    |             |           |
| 5    | Loan Bozzolo  | 264    |             |           |

| Rang | Nom                             | Points | Victoire(s) | Podium(s) |
| ---- | ------------------------------- | ------ | ----------- | --------- |
|      | Charlotte Bankes                | 562    | 5           | 5         |
| 2    | Léa Casta                       | 505    | 1           | 5         |
| 3    | Josie Baff                      | 339    |             | 3         |
| 4    | Julia Pereira de Sousa Mabileau | 320    | 1           | 2         |
| 5    | Michela Moioli                  | 303    |             | 3         |

### Calendrier et podiums

#### Hommes
| N°                                                                    | Date             | Lieu               | Vainqueur     | Deuxième            | Troisième         |
| --------------------------------------------------------------------- | ---------------- | ------------------ | ------------- | ------------------- | ----------------- |
| 1                                                                     | 14 décembre 2024 | Cervinia           | Jakob Dusek   | Cameron Bolton      | Lorenzo Sommariva |
| -                                                                     | 24 janvier 2025  | Dolní Morava       | Annulé        | Annulé              | Annulé            |
| 2                                                                     | 1er février 2025 | Beidahu ,          | Éliot Grondin | Alessandro Hämmerle | Merlin Surget     |
| 3                                                                     | 2 février 2025   | Beidahu ,          | Éliot Grondin | Leon Ulbricht       | Loan Bozzolo      |
| 4                                                                     | 15 février 2025  | Cortina d'Ampezzo  | Aïdan Chollet | Kurt Hoshino        | Cody Winters      |
| 5                                                                     | 1er mars 2025    | Erzurum            | Leon Ulbricht | Éliot Grondin       | Nick Baumgartner  |
| 6                                                                     | 8 mars 2025      | Goudaouri ,        | Jakob Dusek   | Adam Lambert        | Éliot Grondin     |
| 7                                                                     | 9 mars 2025      | Goudaouri ,        | Julien Tomas  | Lukas Pachner       | Loan Bozzolo      |
| 8                                                                     | 21 mars 2025     | Montafon           | Loan Bozzolo  | Adam Lambert        | Aïdan Chollet     |
| Engadine - Championnats du monde de snowboard 2025 (du 17 au 30 mars) |                  |                    |               |                     |                   |
| 9                                                                     | 5 avril 2025     | Mont Sainte-Anne , | Jakob Dusek   | Éliot Grondin       | Nathan Pare       |
| 10                                                                    | 6 avril 2025     | Mont Sainte-Anne , | Éliot Grondin | Aïdan Chollet       | Loan Bozzolo      |

#### Femmes
| N°                                                                    | Date             | Lieu               | Vainqueur                       | Deuxième                        | Troisième                  |
| --------------------------------------------------------------------- | ---------------- | ------------------ | ------------------------------- | ------------------------------- | -------------------------- |
| 1                                                                     | 14 décembre 2024 | Cervinia           | Léa Casta                       | Josie Baff                      | Maja-Li Iafrate-Danielsson |
| -                                                                     | 24 janvier 2025  | Dolní Morava       | Annulé                          | Annulé                          | Annulé                     |
| 2                                                                     | 1er février 2025 | Beidahu ,          | Charlotte Bankes                | Noémie Wiedmer                  | Michela Moioli             |
| 3                                                                     | 2 février 2025   | Beidahu ,          | Charlotte Bankes                | Josie Baff                      | Sina Siegenthaler          |
| 4                                                                     | 15 février 2025  | Cortina d'Ampezzo  | Charlotte Bankes                | Léa Casta                       | Manon Petit-Lenoir         |
| 5                                                                     | 1er mars 2025    | Erzurum            | Charlotte Bankes                | Léa Casta                       | Josie Baff                 |
| 6                                                                     | 8 mars 2025      | Goudaouri ,        | Julia Pereira de Sousa-Mabileau | Léa Casta                       | Michela Moioli             |
| 7                                                                     | 9 mars 2025      | Goudaouri ,        | Charlotte Bankes                | Julia Pereira de Sousa-Mabileau | Léa Casta                  |
| 8                                                                     | 21 mars 2025     | Montafon           | Léa Casta                       | Julia Pereira de Sousa-Mabileau | Charlotte Bankes           |
| Engadine - Championnats du monde de snowboard 2025 (du 17 au 30 mars) |                  |                    |                                 |                                 |                            |
| 9                                                                     | 5 avril 2025     | Mont Sainte-Anne , | Léa Casta                       | Mia Clift                       | Sina Siegenthaler          |
| 10                                                                    | 6 avril 2025     | Mont Sainte-Anne , | Léa Casta                       | Sina Siegenthaler               | Mia Clift                  |

#### Mixte par équipe
| N°                                                                    | Date            | Lieu         | Vainqueur                                                   | Deuxième                                           | Troisième                                 |
| --------------------------------------------------------------------- | --------------- | ------------ | ----------------------------------------------------------- | -------------------------------------------------- | ----------------------------------------- |
| -                                                                     | 25 janvier 2025 | Dolní Morava | Annulé                                                      | Annulé                                             | Annulé                                    |
| 1                                                                     | 2 mars 2025     | Erzurum      | Australie I - Cameron Bolton - Josie Baff                   | Royaume-Uni I - Huw Nightingale - Charlotte Bankes | Autriche I - Lukas Pachner - Pia Zerkhold |
| 2                                                                     | 22 mars 2025    | Montafon     | France II - Aïdan Chollet - Julia Pereira de Sousa Mabileau | Australie I - Adam Lambert - Josie Baff            | France I - Loan Bozzolo - Léa Casta       |
| Engadine - Championnats du monde de snowboard 2025 (du 17 au 30 mars) |                 |              |                                                             |                                                    |                                           |

## Snowboard Freestyle (Park & Pipe)

### Programme
- 15 épreuves individuelles de Snowboard freestyle dans 10 stations, soit :
  - 5 épreuves de slopestyle
  - 5 épreuves de half-pipe
  - 5 épreuves de big air

### Classements

#### Général
| Rang | Nom            | Points | Victoire(s) | Podium(s) |
| ---- | -------------- | ------ | ----------- | --------- |
|      | Taiga Hasegawa | 439    | 2           | 4         |
| 2    | Ruka Hirano    | 385    | 2           | 4         |
| 3    | Yūto Totsuka   | 360    | 1           | 3         |
| 4    | Ayumu Hirano   | 290    | 1           | 3         |
| 5    | Scotty James   | 275    | 1           | 2         |

| Rang | Nom                  | Points | Victoire(s) | Podium(s) |
| ---- | -------------------- | ------ | ----------- | --------- |
|      | Mia Brookes          | 500    | 3           | 7         |
| 2    | Mari Fukada          | 465    | 2           | 5         |
| 3    | Zoi Sadowski-Synnott | 436    | 3           | 4         |
| 4    | Kokomo Murase        | 420    | 1           | 4         |
| 5    | Maddie Mastro        | 350    | 1           | 3         |

#### Big Air
| Rang | Nom            | Points | Victoire(s) | Podium(s) |
| ---- | -------------- | ------ | ----------- | --------- |
|      | Taiga Hasegawa | 360    | 2           | 4         |
| 2    | Ian Matteoli   | 210    |             | 2         |
| 3    | Yang Wenlong   | 204    | 1           | 2         |
| 4    | Øyvind Kirkhus | 181    |             | 1         |
| 5    | Hiroto Ogiwara | 141    | 1           | 1         |

| Rang | Nom            | Points | Victoire(s) | Podium(s) |
| ---- | -------------- | ------ | ----------- | --------- |
|      | Mia Brookes    | 305    | 2           | 3         |
| 2    | Mari Fukada    | 305    | 1           | 3         |
| 3    | Reira Iwabuchi | 255    |             | 2         |
| 4    | Anna Gasser    | 208    | 1           | 2         |
| 5    | Kokomo Murase  | 194    |             | 1         |

#### Half-Pipe
| Rang | Nom           | Points | Victoire(s) | Podium(s) |
| ---- | ------------- | ------ | ----------- | --------- |
|      | Ruka Hirano   | 340    | 2           | 4         |
| 2    | Yūto Totsuka  | 310    | 1           | 3         |
| 3    | Ayumu Hirano  | 290    | 1           | 3         |
| 4    | Scotty James  | 275    | 1           | 2         |
| 5    | Ryūsei Yamada | 175    |             | 2         |

| Rang | Nom           | Points | Victoire(s) | Podium(s) |
| ---- | ------------- | ------ | ----------- | --------- |
|      | Maddie Mastro | 310    | 1           | 3         |
| 2    | Chloe Kim     | 250    | 2           | 2         |
| 3    | Sara Shimizu  | 241    | 1           | 2         |
| 4    | Cai Xuetong   | 232    |             | 2         |
| 5    | Tomita Sena   | 198    | 1           | 1         |

#### Slopestyle
| Rang | Nom              | Points | Victoire(s) | Podium(s) |
| ---- | ---------------- | ------ | ----------- | --------- |
|      | Cameron Spalding | 230    | 2           | 2         |
| 2    | Redmond Gerard   | 192    |             | 2         |
| 3    | Su Yiming        | 186    |             | 1         |
| 4    | Mons Røisland    | 138    |             | 1         |
| 5    | Francis Jobin    | 126    | 1           | 1         |

| Rang | Nom                  | Points | Victoire(s) | Podium(s) |
| ---- | -------------------- | ------ | ----------- | --------- |
|      | Zoi Sadowski-Synnott | 312    | 2           | 3         |
| 2    | Mia Brookes          | 300    | 1           | 4         |
| 3    | Kokomo Murase        | 290    | 1           | 3         |
| 4    | Mari Fukada          | 241    | 1           | 2         |
| 5    | Annika Morgan        | 234    |             | 2         |

### Calendrier et podiums

#### Hommes
Big Air
| N°                                                                    | Date              | Lieu        | Vainqueur           | Deuxième          | Troisième       |
| --------------------------------------------------------------------- | ----------------- | ----------- | ------------------- | ----------------- | --------------- |
| 1                                                                     | 19 octobre 2024   | Coire       | Taiga Hasegawa      | Rocco Jamieson    | Romain Allemand |
| 2                                                                     | 1er décembre 2024 | Pékin       | Hiroto Ogiwara (it) | Ian Matteoli (it) | Yang Wenlong    |
| 3                                                                     | 5 janvier 2025    | Klagenfurt  | Taiga Hasegawa      | Ian Matteoli      | Øyvind Kirkhus  |
| 4                                                                     | 12 janvier 2025   | Kreischberg | Yang Wenlong        | Taiga Hasegawa    | Kira Kimura     |
| 5                                                                     | 6 février 2025    | Aspen       | Eli Bouchard        | Taiga Hasegawa    | Yuto Miyamura   |
| Engadine - Championnats du monde de snowboard 2025 (du 17 au 30 mars) |                   |             |                     |                   |                 |

Halfpipe
| N°                                                                    | Date             | Lieu            | Vainqueur    | Deuxième     | Troisième           |
| --------------------------------------------------------------------- | ---------------- | --------------- | ------------ | ------------ | ------------------- |
| 1                                                                     | 8 décembre 2024  | Secret Garden   | Yuto Totsuka | Scotty James | Ryusei Yamada       |
| 2                                                                     | 20 décembre 2024 | Copper Mountain | Ayumu Hirano | Yuto Totsuka | Ruka Hirano         |
| 3                                                                     | 18 janvier 2025  | Laax            | Scotty James | Ruka Hirano  | Ayumu Hirano        |
| 4                                                                     | 1er février 2025 | Aspen           | Ruka Hirano  | Ayumu Hirano | Ryusei Yamada       |
| 5                                                                     | 21 février 2025  | Calgary         | Ruka Hirano  | Yuto Totsuka | Alessandro Barbieri |
| Engadine - Championnats du monde de snowboard 2025 (du 17 au 30 mars) |                  |                 |              |              |                     |

Slopestyle
| N°                                                                    | Date             | Lieu     | Vainqueur        | Deuxième       | Troisième        |
| --------------------------------------------------------------------- | ---------------- | -------- | ---------------- | -------------- | ---------------- |
| 1                                                                     | 2 septembre 2024 | Cardrona | Cameron Spalding | Mons Røisland  | Rocco Jamieson   |
| 2                                                                     | 18 janvier 2025  | Laax     | Cameron Spalding | Redmond Gerard | Noah Vicktor     |
| 3                                                                     | 2 février 2025   | Aspen    | Francis Jobin    | Su Yiming      | Sean FitzSimons  |
| 4                                                                     | 22 février 2025  | Calgary  | Oliver Martin    | Redmond Gerard | Marcus Kleveland |
| -                                                                     | 14 mars 2025     | Flachau  | Annulé           | Annulé         | Annulé           |
| Engadine - Championnats du monde de snowboard 2025 (du 17 au 30 mars) |                  |          |                  |                |                  |

#### Femmes
Big Air
| N°                                                                    | Date              | Lieu        | Vainqueur            | Deuxième         | Troisième     |
| --------------------------------------------------------------------- | ----------------- | ----------- | -------------------- | ---------------- | ------------- |
| 1                                                                     | 19 octobre 2024   | Coire       | Mari Fukada (it)     | Reira Iwabuchi   | Laurie Blouin |
| 2                                                                     | 1er décembre 2024 | Pékin       | Mia Brookes          | Mari Fukada (it) | Anna Gasser   |
| 3                                                                     | 5 janvier 2025    | Klagenfurt  | Mia Brookes          | Mari Fukada      | Momo Suzuki   |
| 4                                                                     | 22 janvier 2025   | Kreischberg | Anna Gasser          | Reira Iwabuchi   | Mia Brookes   |
| 5                                                                     | 6 février 2025    | Aspen       | Zoi Sadowski-Synnott | Kokomo Murase    | Momo Suzuki   |
| Engadine - Championnats du monde de snowboard 2025 (du 17 au 30 mars) |                   |             |                      |                  |               |

Halfpipe
| N°                                                                    | Date             | Lieu            | Vainqueur     | Deuxième      | Troisième           |
| --------------------------------------------------------------------- | ---------------- | --------------- | ------------- | ------------- | ------------------- |
| 1                                                                     | 8 décembre 2024  | Secret Garden   | Maddie Mastro | Cai Xuetong   | Madeline Schaffrick |
| 2                                                                     | 20 décembre 2024 | Copper Mountain | Sara Shimizu  | Cai Xuetong   | Mitsuki Ono         |
| 3                                                                     | 18 janvier 2025  | Laax            | Chloe Kim     | Maddie Mastro | Choi Gaon           |
| 4                                                                     | 1er février 2025 | Aspen           | Chloe Kim     | Choi Gaon     | Sara Shimizu        |
| 5                                                                     | 21 février 2025  | Calgary         | Sena Tomita   | Maddie Mastro | Elizabeth Hosking   |
| Engadine - Championnats du monde de snowboard 2025 (du 17 au 30 mars) |                  |                 |               |               |                     |

Slopestyle
| N°                                                                    | Date             | Lieu     | Vainqueur            | Deuxième             | Troisième     |
| --------------------------------------------------------------------- | ---------------- | -------- | -------------------- | -------------------- | ------------- |
| 1                                                                     | 2 septembre 2024 | Cardrona | Kokomo Murase        | Mia Brookes          | Rebecca Flynn |
| 2                                                                     | 18 janvier 2025  | Laax     | Mia Brookes          | Zoi Sadowski-Synnott | Kokomo Murase |
| 3                                                                     | 2 février 2025   | Aspen    | Zoi Sadowski-Synnott | Kokomo Murase        | Mia Brookes   |
| 4                                                                     | 22 février 2025  | Calgary  | Mari Fukada          | Annika Morgan        | Mia Brookes   |
| 5                                                                     | 14 mars 2025     | Flachau  | Zoi Sadowski-Synnott | Annika Morgan        | Mari Fukada   |
| Engadine - Championnats du monde de snowboard 2025 (du 17 au 30 mars) |                  |          |                      |                      |               |